# 嗜肝DNA病毒
嗜肝DNA病毒的传播指嗜肝DNA病毒科的病毒在其自然宿主人，猿，鸟之间的传播，包括在种间与种内的传播。

## 引言

### 嗜肝DNA病毒科
Hepadnaviridae，又称肝去氧核糖核酸病毒科、肝病毒科，主要在脊椎动物中出现，并引起肝脏感染。有两个属：
- 正肝去氧核醣核酸病毒属：Orthohepadnavirus, 又称正肝病毒属; 代表种：乙型肝炎病毒（Hepatitis B virus，HBV），简称乙肝病毒。
- 鸟类肝去氧核醣核酸病毒属：Avihepadnavirus, 又称禽肝病毒属；代表种：鸭乙型肝炎病毒（Duck Hepatitis B virus，DHBV)。

嗜肝DNA病毒属于双链DNA反转录病毒，其具有独特的逆转录复制策略，非常小的基因组（约3.0~3.2 kb），和非常狭窄的宿主范围和组织嗜性的特点。

#### 病毒粒子结构形态

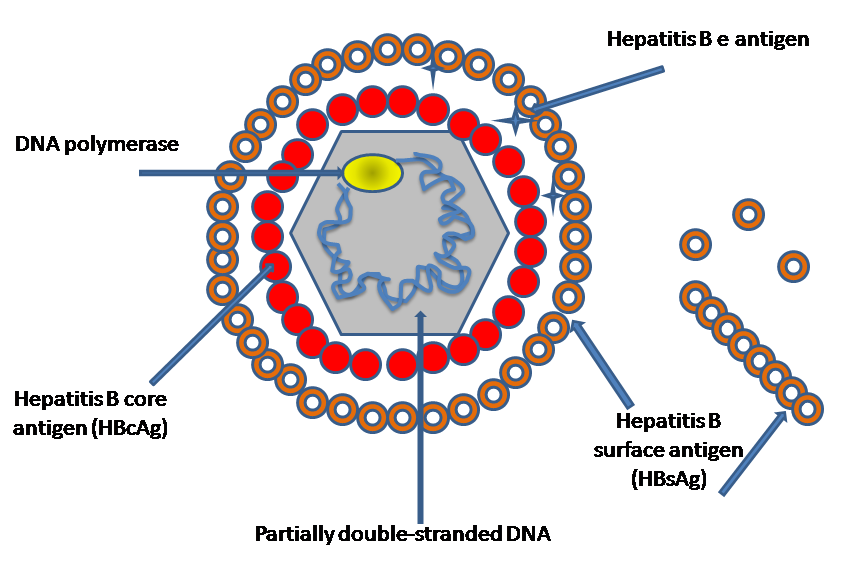
图表1，HBV病毒粒子抗原简单结构图：HBsAg, 表面抗原；HBcAg, 核心抗原；HBeAg, e抗原。DNA polymerase, DNA聚合酶，42nm 为完整病毒粒子的大约直径。检测血液中这三种抗原，加上表面抗原抗体和核心抗原抗体是临床医学中检测是否感染乙型肝炎病毒主要手段，简称二对半

以人类乙肝病毒患者为例，在感染者病人血清中有三种不同形态的颗粒，分别为大球形颗粒(直径约42nm)、小球形颗粒(直径约22nm)和管形颗粒(直径约22nm), 图表1，是HBV病毒粒子大球型颗粒中抗原的简单结构图，临床医学中常用检测乙肝表面抗原（HBsAg），表面抗原抗体（抗-HBs），核心抗体（抗-HBc），乙肝e抗原（HBeAg），乙肝e抗体（抗HBe），这五项的阴阳性来估测乙肝病毒携带者者的患病情况。
大球型颗粒为完整的病毒粒子，由外衣壳和核心组成，也称为丹娜颗粒（Dane），1970年由丹娜发现。外衣壳相当于一般病毒的包膜，由脂质双层和蛋白质组成。脂质双层内含有乙肝表面抗原（HBsAg），分别是S抗原、前S1（preS1）和前S2（preS2）抗原，它们一起又构成了外壳上大、中、小三种蛋白形式. 核心又分为外部的衣壳和内部双链DNA：衣壳由乙肝病毒的核心抗原（HBcAg）组成，呈二十面体对称，直径约为27纳米，也称为内衣壳；DNA上还带有DNA多聚酶，DNA呈环状并且有缺口并含有约3200个核苷酸；DNA的功能是编码表面抗原，核心抗原，和DNA多聚酶。小形球颗粒，直径大约22纳米，是乙肝病毒感染后血液中最多见的一种，它由表面抗原组成，并不含有乙肝病毒的DNA以及DNA聚合酶。管形颗粒，直径也约为22纳米，长度在50~70纳米之间，实际上是由几个小球形颗粒聚合在一起而成，同样具有表面抗原的抗原性。由于小球形颗粒和管形颗粒均由病毒的包膜蛋白构成，不含病毒基因组，因而不具有如大球型颗粒的感染性，被称为亚病毒颗粒。

#### 基因结构
以HBV 的病毒粒子的基因组为例，粒子核心内部有双鏈DNA。正链不完整，且不能编码病毒蛋白，长度约为负链的三分之一。负链有四个开放区（ORF），分别称为S（ORF S）、C（ORF Core）、P（ORF P）及X（ORF X），能编码全部已知的HBV蛋白质。S区可分为S基因和前S基因，其中S基因能编码主要表面蛋白，前S基因能编码PreS1和PreS2蛋白。C区基因包括：前C基因，编码e抗原（HBeAg）；C基因，编码核心抗原(HBcAg)。 P区约占基因组75%以上，能编码DNA多聚酶。X区能编码碱性多肽

#### 病毒的复制

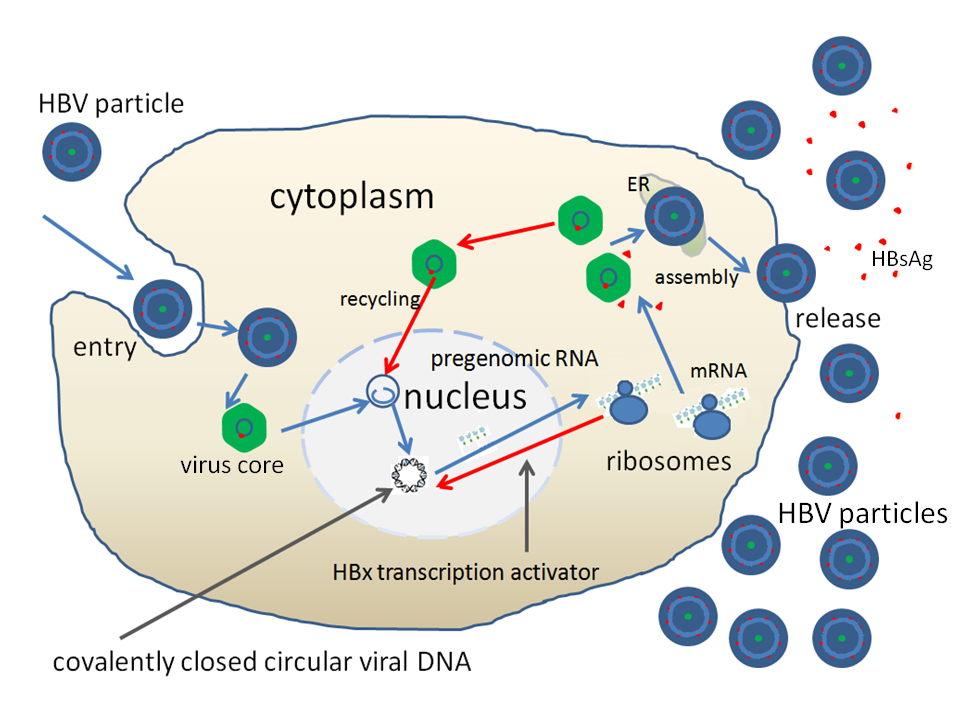
图表2，病毒粒子侵入宿主体内复制过程，为独特的逆转录过程。附着后，1：进入宿主细胞内，2：脱壳，3：病毒基因进入宿主细胞核，4-6：基因复制，包括转录及翻译过程，7-8，装配及循环复制，最后子病毒粒子释放到宿主细胞外。

HBV基因组为双链环形DNA，其复制过程有RNA逆转录病毒的特性，需要逆转录酶活性产生RNA/DNA中间体，再继续进行复制。病毒粒子的复制大概过程为：
- 附着：病毒粒子附着在宿主细胞表面的受体后以内吞的方式进入细胞内。
- 侵入：病毒粒子包膜（外衣壳）与宿主细胞的细胞膜相融合，将病毒粒子核心部分释放到细胞质。
- 脱壳：核心部分释放基因并传送到宿主的细胞核内，此期间病毒的部分双链DNA转为全双链，并转化为共价闭合环状DNA（cccDNA）以作为病毒基因（mRNAs）的转换模版。
- 复制：在此期间复制新的病毒基因组，核衣壳及核心蛋白，病毒DNA的聚合酶
- 装配：部分病毒基因与其它蛋白部分集装后成为子病毒粒子，部分病毒基因则会循环复制更多的病毒基因。
- 释放：最后将成熟的子病毒粒子释放到宿主细胞外。

#### 家族亲缘树
嗜肝DNA病毒中，人类乙肝病毒（HBV）分为8个基因型（A到H），在猿类发现三类型：长臂猿 （GiHBV），猩猩 （Orangutan HBV），黑猩猩 （Chimpanzee HBV）；其他宿主还有兔猴 （WMHBV），土拨鼠 （WHV），地松鼠（GSHV） 和北极地松树(AGSHV)。鸭乙肝病毒属的宿主有：苍鹭 （Heron virus），鹤（CHBV），鸭（DHBV），鹳（stock virus），罗斯鹅（RGHBV）。

### 正肝病毒属
又称正肝去氧核糖核酸病毒属，主要感染对象是脊椎动物，这个属的每一类病毒的宿主范围都很窄小。代表型是乙型肝炎病毒，其自然宿主是人类。除了人类乙肝病毒，还在其他灵长类动物中存在几个类型，如长臂猿 (gibbon), 猩猩 (orangutan), 黑猩猩(chimpanzee)。
如图表6所示，诸多学者就在这些不同猿类中发现的正肝病毒进行了研究，并在人类乙肝病毒以及非人类乙肝病毒的起源上产生争议，说法不一。
从现有的研究中正肝病毒属分为四个原型种：人类乙肝病毒（HBV），土拨鼠肝炎病毒（WHV），地松鼠肝炎病毒（ GSHV），兔猴肝炎病毒（WMHV）。
因地理分布和自然环境不同而发生突变，HBV获得了8个基因型，A至H，以及在类人猿中发现的三个密切相关的基因型。HBV的8个基因型进一步至少可以分化成24亚型。最近，相关学者从日本一位乙肝患者中分离出来一个新的基因型J，因其基因跟已知的人类和类人猿乙肝病毒基因型不同，定为了HBV类J型。

### 禽肝病毒属
禽肝病毒属的病毒主要感染鸟类，原型种是鸭乙肝病毒属（DHBV），苍鹭乙肝病毒 (HHBV)。其他种有鹤乙肝病毒 (CHBV)，鹳乙肝病毒(STHBV)，罗斯鹅乙肝病毒(RGHBV), 。第一例禽肝病毒案例在家养的鸭子体内发现。

### 正肝病毒属病毒与鸭乙肝病毒属病毒的区别
1. 核苷酸同源率低，基因组大小不同（正肝病毒属约3.20 k，禽肝病毒属约 3.0 kb）
2. 正肝病毒属病毒粒子核心蛋白大一些，丹颗粒和管型颗粒L型较多，小球型颗粒S型蛋白较多；禽肝病毒属病毒粒子中L和S蛋白平均分布于各粒子形态中，但没有M型表面蛋白[1]。
3. 宿主范围都很小，正肝病毒属仅限于哺乳动物，禽肝病毒属仅限于鸟类。
4. 主要的传播方式不同：正肝病毒属病毒，在哺乳动物间主要通过水平传播方式；禽肝病毒属病毒主要通过垂直传播。

## 嗜肝DNA病毒的传播

### 正肝病毒的传播

#### 人类之间的传播
相关研究显示，直到2000年，全球的急性乙肝病例超过520万例，而慢性乙肝病则感染者约占总人口的5% 。乙肝病毒案例是全球性的存在，是肝炎病毒中最常见的一类，它会在人类的肝脏引起慢性和急性肝脏疾病，大大影响着全球人类的健康问题。一者这种长时间的慢性感染会引起多种肝脏疾病，包括脂肪肝、肝硬化，或者由于肝脏功能的丧失而引起死亡；二者慢性乙肝是引起肝癌的主要原因，全球大约60%到80%的肝癌病例都是由于长时间的慢性乙肝引起的；再者，在各种临床研究以及各种治疗方案的实施后，至今还没有一种确切的方法可以治愈这类乙肝疾病，尽管有患者痊愈过，但为极少案例。大多数人一旦感染乙型肝炎病毒，并检测患有乙肝疾病，则是终身疾病，或者是终身乙肝病毒携带者。所以乙肝病毒的传播被大量的研究，通过注射疫苗而在一定程度内被控制着，但是由于存在各种的潜在行可能，跨物种传染、病毒变种、种间及种内的基因重组、交叉感染，使得各种控制乙型肝炎病毒传播的措施都面临着挫折。

##### 主要传播途径
乙肝病毒在人类的主要传播途径是肠外体液接触，如血液和唾液（但感染的毒性因各种程度的乙肝疾病而不同）；围产期婴儿与患者母亲接触。有人认为，在乙肝病毒感染率高的地区，如东亚、南亚以及撒哈拉沙漠以南的非洲，围产期母亲患者对婴儿的传染，以及这种终身病毒携带的状态是高流行率的主要原因。还有案例发现，有乙肝表面抗原阳性的母乳的母亲是病毒携带者，但是还没有科学性的报道关于乙肝病毒通过母乳传播。
水平传播
- 直接的人与人接触的传播方式：接触了感染了乙肝病毒患者的体液（唾液血液，阴道液和精液），如伤口类的体外接触，性接触，在就医的过程中被感染的工作者传染。
- 间接的传播：如输血型感染和医疗器具感染是在社会发展落后期间乙肝疾病爆发的主要原因，由于社会落后贫穷，为了生存而卖血，医疗卫生差，乙肝病毒泛滥传播。
  - 输血及血液透析传播：输血传播是乙肝传播途径中最常见的一种，如在输血过程中被感染或输入被感染的血源，但是随着医学的进步，此现象得以了有效控制，但是尚未杜绝。
  - 医源性传播：医源性传播也就是说在就医的过程中被感染，目前多数存在的是微量注射或接种而引起的感染，因此要特别注意注射、接种、纹身等使用的各种医疗器具。

垂直传播
围产期急性乙肝及携带乙肝表面抗原的母亲可将乙肝病毒传给新生儿，尤其携带乙肝表面抗原的母亲为主要的感染源。
```
  *注：成年人感染乙肝病毒后，因为免疫系统比较完善，所以一般都能及时清除乙肝病毒，但是也要因个人身体素质以及感染源的毒性而定。
```

#### 跨物种传播
跨物种传播还未被科学证实，但是如果这类型的传播发生了，会扩大各病毒株的宿主范围，降低各病毒株宿主特异性，为控制病毒的传播加大了难度，也会使试图通过免疫以降低乙肝病毒的感染的途径变得更难实施。由于人类不断侵入雨林灵长类动物栖息地中，加上试图保护面临灭绝危险的灵长类动物的，从而增加了野生灵长类动物和人类的互动接触，正肝病毒的相互的跨物种转播提供了可能性。在灵长动物之间的跨物种传染已经发现过很多例了，这种跨物种之间的传染，灵长类动物之间以及动物与人间的跨物种传染，也给嗜肝DNA病毒株基因重组提供了很大的机会，更进一步的研究表明在灵长类动物中存在的各类嗜肝DNA病毒株有很大可能分享过同一古老的宿主 。

##### 非人类的哺乳动物之间的传播
Gibbon HBV：长臂猿乙肝病毒，研究表明从长臂猿体内分离出来的乙肝病毒接种到大猩猩体内之后，导致了大猩猩感染急性肝炎；从大猩猩体内分离出的大猩猩乙肝病毒接种到长臂猿体内后也能引起同样的效果 。
Woolly mongkey HBV：兔猴乙肝病毒，由于黑手蜘蛛猴和兔猴属于同一科和亚科，所以相关研究选择黑手蜘蛛猴作为研究兔猴乙肝病毒的模型，结果表明黑手蜘蛛猴易感染兔猴乙肝病毒，但是只能发展成隐性感染。目前还没有大猩猩能感染上兔猴乙肝病毒的研究。
Woodchuck HBV: 土拨鼠乙肝病毒，只在东方土拨鼠(Marmota monax)中被检测到，不会感染相关的高山狨(alpine marmosets)。但是有研究显示含有土拨鼠乙肝病毒（WHV）衣壳的丁肝病毒（HDC）的wHDC可以感染大猩猩，以及初级的人类肝细胞。同样，hHDC可以进入并感染土拨鼠体内的肝细胞，并且不用任何其他援助病毒的辅助，但是还没有土拨鼠或土拨鼠初级干细胞能感染人类乙肝病毒（HBV）的例子。
```
注：*wHDC是含有土拨鼠乙肝病毒（WHV）衣壳的丁肝病毒（HDC）。*hHDC 是包裹着人类乙肝病毒（HBV）衣壳的丁肝病毒。
```

Ground squirrel HBV：地松鼠乙肝病毒，只感染土拨鼠和地松鼠，特别是松鼠的几个物种(Spermophilus beecheyi and Spermophilus richardsoni)，和系统发育密切相关的花栗鼠。但是当地松鼠乙肝病毒被接种到土拨鼠体内后，感染比较温和，而且肝癌的爆发也会延迟。

##### 人与动物之间的传播
人类与类人猿存在着很多共同点，有同样的祖先，所以有很大的可能性这些正肝病毒属的病毒会在人类与类人猿之间相互传播着、交叉感染，也会给不同病毒株提供基因重组的机会。
人类乙肝病毒感染自然栖息地中类人猿的感染率是未知的，绝大多数关于类人猿感染上乙肝病毒的案例都是发生在用来作研究的捕获动物中，包括在野外出生的和圈养出生的。人类乙肝病毒（HBV）只感染人类和种族亲密的类人猿，如长臂猿，大猩猩，狒狒，一定程度上也会感染树鼩，但是不能感染兔猴。地中海猕猴可以在体内初级肝细胞中复制HBV，但是这些动物对HBV的易感性还是未知的。
长臂猿：相关研究表明在感染了HBV的类人猿中，HBV的传播的根本途径是垂直传播。但是从长臂猿唾液中HBV的DNA检测得知，水平传播也有可能。如果这些健康的和感染HBV的长臂猿被圈养在相同区域里，他们很有可能通过性接触以及其他水平传播方式感染上HBV 。
大猩猩：据相关研究，病毒性肝炎很早就存在于圈养的大猩猩，甚至在乙肝病毒发现之前就存在。所以以前许多研究都用大猩猩做为实验模型来研究HBV，但是由于相关条例，大猩猩模型已被禁止使用。但是那些研究表示，在大猩猩体内，就HBV的DNA第一次复制后，复制的DNA就有感染性；而且大多数都发展成为类似于在人类中发生的急性肝炎，但是不会发展成为慢性肝炎疾病。
老鼠 ：由于以类人猿等珍贵动物做研究模型被禁止，相关研究者开始使用老鼠做新的研究乙肝病毒的实验模型。一些研究人员培养了转基因小鼠，以研究乙肝病毒表面抗原的基因编码表达，如preS，S和X的基因表达。结果是转基因小鼠不易受HBV的感染，但患有重症联合免疫缺陷（SCID）的小鼠可以感染并患上慢性肝病。此外，还发现在人类肝细胞中复制的乙肝病毒能够在这些老鼠中迅速增殖 。
这些人类乙型肝炎病毒能感染类人猿，或者能引起进一步传播或发展为相应肝脏疾病的案例，可以给我们提供一点遐想。在类人猿中存在的HBV突变株，或者类人猿乙肝病毒也有可能感染人类，或者进一步发展为相关疾病，但是还没有关于这类病毒感染人类相关报道。
总之，当涉及到血液等体液对感染源的暴露时，动物类疾病的传播始终存在，并引起慢性感染或者急性感染，涉及到这些拥有家庭宠物，饲养员，以及屠夫等的情况。

### 禽肝病毒的传播

#### 鸟类之间传播
DHBV：鸭乙肝病毒，只能感染一定种类的鸭和鹅，但是不能感染番鸭或鸡，至少不能有效的感染。
HHBV：苍鹭乙肝病毒，不能感染鸭，或者说只能没有效的感染初级鸭肝脏细胞。有对在地理上孤立的不同苍鹭种群进行的研究表明了横向传播的可能性，以及病毒的适应性和环境因素在一定程度上影响着HHBV的传播，但是并不能确定HHBV是否普遍存在于生在在自然环境下的苍鹭，尽管有跨种传播的可能性。
CHBV：鹤乙肝病毒，从家族亲缘关系上来看，相对于鸭，鹤与苍鹭和鹳更亲，但鹤乙肝病毒更能有效的感染鸭肝脏细胞，感染程度并与DHBV非常相似。

#### 人类与鸟类之间的传播
到目前为止，还没有证据显示禽肝病毒在鸟类与人之间的跨种传播，但是禽肝病毒各病毒株的种间重组可以为这提供很大的潜在性可能，再加上许多鸟类还是人类主要食源之一，禽肝病毒株经过各种进化，不是没有可能感染人类。

## 讨论

### 影响嗜肝DNA病毒传播的原因

#### 种属特异性
特殊的基因复制方式赋予了这些病毒的特殊性，由于病毒逆转录酶的高复制能力和高错误率，使得嗜肝DNA病毒能很好的适应宿主，因为各类病毒在结构，蛋白及基因组上都有差异，所以他们的适应能力都不同，所以有了宿主特异性，限制着各类嗜肝DNA病毒的跨种传播。

#### 结构蛋白
L型蛋白的S1前区（Pre S1），是种属特异性的存在关键，在一定程度上影响着病毒侵入宿主细胞过程中的‘附着’环节。有研究表明如果把这部分从乙肝病毒粒子上移去，乙肝病毒粒子的感染能力会降低。相对于M型蛋白来说，L型蛋白对病毒的感染能力贡献更大。S型在一定程度上也能影响病毒进入宿主细胞，Pre S 也有潜在可能影响着跨种传播 。
```
   *小球型颗粒: 有研究表明称其能吸收中和病毒的抗体，以保证病毒在宿主内的发展与传播。
```

### 潜在性可能
交叉感染和基因重组（种间和种内基因重组）都可以潜在的改变各类嗜肝DNA病毒的宿主范围，甚至可以提高他们适应不同宿主的能力，或者适应不同的治疗措施，提高抗药性，进化出突变体，这些都能大大提高跨种传播的可能性，也就打击着我们今天对乙肝的预防及治疗所做的各种努力。但是这些仅仅是潜在的可能，在这些可能性还没有变成大量的事实之前我们应该采取更多的措施以减少嗜肝DNA病毒的传播，以及预防各种可能性的跨种传播。
- 交叉感染

有许多研究报告关于人类乙肝病毒（HBV）各基因型的交叉感染，包括HBV-A型和HBV-D型，HBV-A和HBV-G型，HBV-B型和HBV-C型[12]。 乙肝病毒感染普遍存在于亚洲，HBV-B和HBV-C型感染是主要的类型，C型比B型更能导致严重的感染症状。B型和C型交叉感染还会导致基因重组，重组后的病毒株可能比B型和C型更具治病能力。有报道称，从对一些台湾年轻肝癌患者的研究中发现了基因型B与C之间重组菌株可能性 。
- 基因重组

尽管嗜肝DNA病毒的宿主范围都很小，但是在有跨种传播潜在性可能的情况下，与基因重组相结合，宿主特异性很有可能会大大减小。存在于跨种传播的种间重组为基因组变异提供了很大的可能性，不仅会改变病毒的病原性，还可以改变其传播能力，并扩大宿主范围。第一例记录的关于潜在的基因重组案例发生在大猩猩乙肝病毒（Chimpanzee HBV）和人类乙肝病毒（HBV）之间。HBV与其他类人猿乙肝病毒株的重组，来自不同种宿主的长臂猿乙肝病毒株（GiHBV）之间重组，以及来自不同鸟类的禽肝病毒株的重组也被经实 。
总之，这些种种的可能性都阐释着人类在控制乙肝病毒的传播中会面临着巨大的挑战。尽管目前通过各种治疗手段（如注射疫苗），乙肝病毒的传染得到了控制，但是在人口数量不断暴增，人类活动不断加剧与创新（挑战自然极限），人与动物之间的互动加剧的情况下，如果不采取及时正确的应付措施，以上的可能就会变成事实，人类健康也将面临着挑战。